# George Alhassan
George Alhassan (Kumasi, Costa de Oro británica, 11 de noviembre de 1955) es un exfutbolista de Ghana que jugaba en la posición de delantero. Es el padre del también futbolista Kalif Alhassan.

## Carrera

### Club
| Periodo   | Club              |
| --------- | ----------------- |
| 1974–1982 | Great Olympics    |
| 1982–1984 | FC 105 Libreville |
| 1984      | Hyundai Horangi   |
| 1985–1990 | Great Olympics    |
| 1990–1992 | K. Berchem Sport  |

### Selección nacional
Jugó para Ghana en 17 ocasiones de 1977 a 1990 y anotó siete goles; ganó dos veces la Copa Africana de Naciones en tres participaciones, fue goleador en la edición de 1978 y elegido en el mejor equipo del torneo en 1982.

## Logros

### Club
- Ghana Premier League: 1974[4]
- Gabon Championnat National D1: 1983
- Coupe du Gabon Interclubs: 1984

### Selección nacional
- Copa Africana de Naciones: 1978, 1982[4]

### Individual
- Bota de Oro de la Copa Africana de Naciones 1982.
- Equipo Ideal de la Copa Africana de Naciones 1982.
- Goleador de la Ghana Premier League en 1977 y 1985.[5]